# 2-Ethylanilin
2-Ethylanilin ist eine chemische Verbindung aus der Gruppe der Anilinderivate.

## Gewinnung und Darstellung
2-Ethylanilin kann durch Ethylierung von Anilin mittels Ethen und Aluminiumtrichlorid/Aluminium als Katalysatoren bei ca. 200 bar Druck im Autoklav gewonnen werden.

## Eigenschaften
2-Ethylanilin ist eine brennbare, schwer entzündbare, gelborange Flüssigkeit mit aromatischem Geruch, die praktisch unlöslich in Wasser ist. An Luft verfärbt sie sich braun.

## Verwendung
2-Ethylanilin wird als Zwischenprodukt zur Herstellung von Arzneistoffen (z. B. Etodolac), Pestiziden und anderen chemischen Verbindungen verwendet.

## Sicherheitshinweise
Die Dämpfe von 2-Ethylanilin können mit Luft ein explosionsfähiges Gemisch (Flammpunkt 92 °C, Zündtemperatur ca.  515 °C) bilden.